# Marcel Durham
Marcel Durham (* 21. Juni 1920; † April 2000 in Dorset) war ein britischer Filmeditor und Tongestalter.

## Leben
Durham war ab Mitte der 1950er Jahre als Schnittassistent tätig. Bis Mitte der 1980er Jahre war er als Schnittassistent und später als Assembly Film Editor an mehr als zehn Produktionen beteiligt. Von 1959 bis 1975 war er auch im Bereich des Tonschnitts aktiv.
Sein erster und einziger Film als eigenständiger Editor war Julia aus dem Jahr 1977. Für diesen wurde er gemeinsam mit Walter Murch 1978 für den Oscar in der Kategorie Bester Schnitt nominiert.

## Filmografie (Auswahl)
Schnittassistent
- 1968: Oliver
- 1973: Der Schakal (The Day of the Jackal)
- 1974: Die Akte Odessa (The Odessa File)
- 1981: Die große Muppet-Sause (The Great Muppet Caper)
- 1982: Der dunkle Kristall (The Dark Crystal)

Schnitt
- 1977: Julia